# Chrysophyllum argenteum
Chrysophyllum argenteum – gatunek drzew należących do rodziny sączyńcowatych. Występuje w Ameryce Środkowej i północno–zachodniej części Ameryki Południowej, m.in. na obszarze Kostaryki, Ekwadoru, Brazylii, Boliwii i Peru.

Do gatunku zaliczane są podgatunki:
- Chrysophyllum argenteum subsp. argenteum
- Chrysophyllum argenteum subsp. auratum
- Chrysophyllum argenteum subsp. ferrugineum
- Chrysophyllum argenteum subsp. nitidum
- Chrysophyllum argenteum subsp. panamense